# Athis therapon
Athis therapon là một loài bướm đêm trong họ Noctuidae.